# Hrvatski krestušac
Hrvatski krestušac (lat. Polygala alpestris subsp. croatica) je endemska biljka iz porodice Polygalaceae (krestuščevke).

## Rasprostranjenost
Raste na planinama Gorskoga kotara, na Velebitu, Dinari, Troglavu, Plješevici, Kremenu i Kamešnici.

## Izgled
Listovi su jajoliko duguljasti, bez palistića. Stabljike su tanke. Cvjetovi su nepravilni, imaju 5 lapova i 3 do 5 latica, od kojih je najdonja najveća i u obliku lađice. Razmnožava se sjemenom. U jednom plodu su 2 sjemenke. Raste u malim rastresitim busenima.

## Ekološki zahtjevi
Odgovaraju joj travnati i kameniti obronci i stijene između 1200 i 1700 metara nadmorske visine. Populacija je malobrojna. Prisutno je prirodno zarašćivanje staništa.